# Jan V (Brandenburgia)
Jan V (ur. 1302, zm. 24 marca 1317) – margrabia brandenburski na Salzwedel i hrabia Koburga od 1308 z dynastii askańskiej.
Był jedynym synem z Salzwedel Hermana oraz Anny, córki króla niemieckiego Albrechta I Habsburga. Po śmierci ojca został jego następcą w części Brandenburgii. Dzielił tytuł margrabiowski z licznymi kuzynami z innej linii dynastii askańskiej, panującymi w Stendal. Wraz z jego wczesną śmiercią wygasła linia askańskich margrabiów brandenburskich na Salzwedel, a jego dziedzictwo przypadło Waldemarowi Wielkiemu z linii na Stendal.